# Camillo Francesco Maria Pamphili
Camillo Francesco Maria Pamphili, né le 21 février 1622 à Naples et mort le 26 juillet 1666 à Rome, est un cardinal italien du XVIIe siècle. Il ne reçut jamais le sacrement de l'Ordre et n'était donc pas prêtre. C'est l'un des quelques cas de cardinaux laïcs. 
Il est le petit-neveu du cardinal Girolamo Pamphilj (1604), le neveu du pape Innocent X et le père du cardinal Benedetto Pamphilj (1681). Les autres cardinaux de la famille Pamphilj sont Giuseppe Maria Doria Pamphilj (1785), Antonio Maria Doria Pamphilj (1785) et Giorgio Doria Pamphilj (1816).

## Biographie
Camillo Francesco Maria Pamphili étudie des arts et la poésie, ainsi que la philosophie, les mathématiques et l'architecture. Son oncle, le pape Innocent X le nomme général de l'armée pontificale. 
Le pape Innocent X le crée cardinal lors du consistoire du 14 novembre 1644. Le cardinal Pamphili est légat à Avignon de 1644 à 1650. En 1645, il est nommé préfet du tribunal suprême de la Signature apostolique. Il résigne le cardinalat en 1647 et se marie avec la princesse Olimpia Aldobrandini, princesse de Rossano, veuve du prince Borghèse.

## Sources
- Fiche du cardinal sur le site fiu.edu